# Catocala mutilata
Catocala mutilata là một loài bướm đêm trong họ Erebidae.